# کائرفیلی
کائرفیلی (انگلیسی: Caerphilly؛ ‎/kaɪərˈfɪli/‎؛ ویلزی: Caerffili؛ تلفظ ولزی: [ˌkɑ:ɨrˈfɪlɪ]) که در لهجهٔ انگلیسی «کارفیلی» تلفظ می‌شود، یک شهر کوچک در جنوب ولز در بریتانیا است.
کائرفیلی ۳۰٬۳۸۸ نفر جمعیت دارد.

## خواهرخوانده
شهرهای لانیون و لودویگزوبورگ خواهرخوانده‌های کائرفیلی هستند.